# Campionati africani di ginnastica aerobica 2022
I Campionati africani di ginnastica aerobica 2022 sono stati la 6ª edizione della competizione organizzata dalla Unione Africana di Ginnastica.
Si sono svolti ad Il Cairo, in Egitto, dal 23 al 24 settembre.

## Podi
| Evento                | Oro            | Argento         | Bronzo               |
| Individuale maschile  | Omar Elmaraghy | Youssef Mahmoud | Rodrigue Ahissou     |
| Individuale femminile | Nora Elhennawy | Hana Abdallah   | Fatima Yasmine Issad |
| Coppia mista          | Egitto         | Egitto          | Benin                |
| Trio                  | Egitto         | Benin           | Sierra Leone         |